# Marek Kalita
Marek Kalita (ur. 1 października 1958 w Bytomiu) – polski aktor filmowy i teatralny, oraz reżyser i scenograf teatralny.

## Życiorys
Jest absolwentem I Liceum Ogólnokształcącego w Zabrzu. W 1981 ukończył studia na PWST w Krakowie. Występował w Teatrze im. Stefana Jaracza w Łodzi, Teatrze STU w Krakowie, Starym Teatrze im. Heleny Modrzejewskiej w Krakowie, od 1999 do 2007 występował w warszawskim Teatrze Rozmaitości. Od 2008 jest członkiem zespołu Nowego Teatru w Warszawie. Debiutował na scenie Teatru im. Stefana Jaracza w Łodzi w spektaklu „Trans-Atlantyk” w reżyserii Mikołaja Grabowskiego. W swojej karierze zagrał m.in. w serialach M jak miłość oraz Samo życie, a także filmach Drogówka, Boisko bezdomnych, Zaćma, Hiacynt czy Inni ludzie.

## Życie prywatne
Jest ojcem aktorki Natalii Kality. Jego partnerką jest aktorka Aleksandra Popławska. Mają córkę Antoninę.

## Filmografia
- Pajęczyna (1982) – leśnik
- Temida (1985) – przodownik policji w Zabierzowie
- Rodzina Kanderów (1988) – Wojciech Kandera
- Śmierć jak kromka chleba (1994) – górnik
- Głosy w ciemności (1994)
- Złotopolscy (1997) – Marcin, redaktor pisma „Fotografia i ja”[4]
- Torowisko (1999) – Zenek
- Policjanci (1999) – Dodi
- Jak narkotyk (1999) – wykładowca na wydziale filozofii
- Twarze i maski (2000) – Zarada
- Prymas. Trzy lata z tysiąca (2000)
- Wielkie rzeczy: Gra (2000) – ksiądz
- Wielkie rzeczy: Sieć (2000) – ksiądz
- 13 posterunek 2 (2000)
- M jak miłość (2003–2008) – dr Janusz Kotowicz
- Sieć (2001) – ksiądz
- Sfora (2002) – Nadinspektor Jan Sulima (odc. 1)
- Sfora: Bez litości (2002) – Nadinspektor Jan Sulima
- Samo życie (2002–2010) – komisarz Olgierd Zięba[5]
- Stacyjka (2004) – Albin Por, właściciel kablówki „PorKab”
- Pogoda na piątek (2006) – Tomasz Zamecznik, były mąż Grażyny
- Ekipa (2007) – dr Jan Guss
- Wiem, kto to zrobił (2008) – Waldemar Kos
- Boisko bezdomnych (2008) – Minister
- Ostatnia akcja (2009) – Tomasz Zuber
- Nigdy nie mów nigdy (2009) – ginekolog
- Świnki (2009) – ksiądz
- Wszystko, co kocham (2009) – Sokołowski
- Ratownicy (2010) – Jacek Kasperski
- Linia życia – Tadeusz, znajomy Olgi Turowskiej[6]
- Galeria od (2012) – Wiktor Kossowski
- Ostatnie piętro (2013) – dowódca jednostki
- Drogówka (2013) – Tłokiński
- Chce się żyć (2013) – ojciec Magdy
- Czerwony pająk (2015) – ojciec Karola
- Zaćma (2016) – prymas Stefan Wyszyński
- Ultraviolet (2017) – Henryk Bąk
- Twarz (2018) jako egzorcysta
- Hiacynt (2021) jako pułkownik Edward Mrozowski, ojciec Roberta
- Dzień, w którym znalazłem w śmieciach dziewczynę (2021) jako Jerzy Hertz
- Czarny sufit (2022) jako Józef Mackiewicz
- Niepewność. Zakochany Mickiewicz (2024) jako Car Aleksander I
- Skrzyżowanie (2024) jako prokurator

## Gościnnie
- Na dobre i na złe (1999) – Karol Pietrak
- Pensjonat pod Różą (2004) – Karol Łącki
- Fala zbrodni (2005) – Marek, przywódca sekty
- Kryminalni (2006) – fotoreporter Karol Bortel
- Agentki (2008) – Damian Małek
- Hotel 52 (2010) – Janusz Wilk
- Na Wspólnej (od 2011) – dr Arkadiusz Ostrowski
- Układ warszawski (2011) – jubiler Zygmunt Hertz (odc. 9)
- Komisarz Alex (2011) – Lewandowski, wspólnik Wernerowej (odc. 1)
- Prawo Agaty (2013) – Jan Kowalski (odc. 36)
- Rodzinka.pl (2013) – „Sztaba” (odc. 101)

## Role teatralne
- 2009: „(A)pollonia”, reż. Krzysztof Warlikowski w Nowym Teatrze w Warszawie
- „Przerżnąć sprawę” w Starym Teatrze im. Heleny Modrzejewskiej w Krakowie

## Teatr TV
- Śmierć rotmistrza Pileckiego (2006)
- I znaczy Inna (2006)
- Matka brata mojego syna (2013) – Zygmunt Laskus

## Reżyser spektakli
- Kalimorfa w Teatrze Wytwórnia w Warszawie
- Widzialna ciemność w Teatrze Dramatycznym w Warszawie
- Noc żywych Żydów w Teatrze Dramatycznym w Warszawie
- Ichś Fiszer w Teatrze Imka w Warszawie